# Jüdischer Friedhof Homberg (Efze)

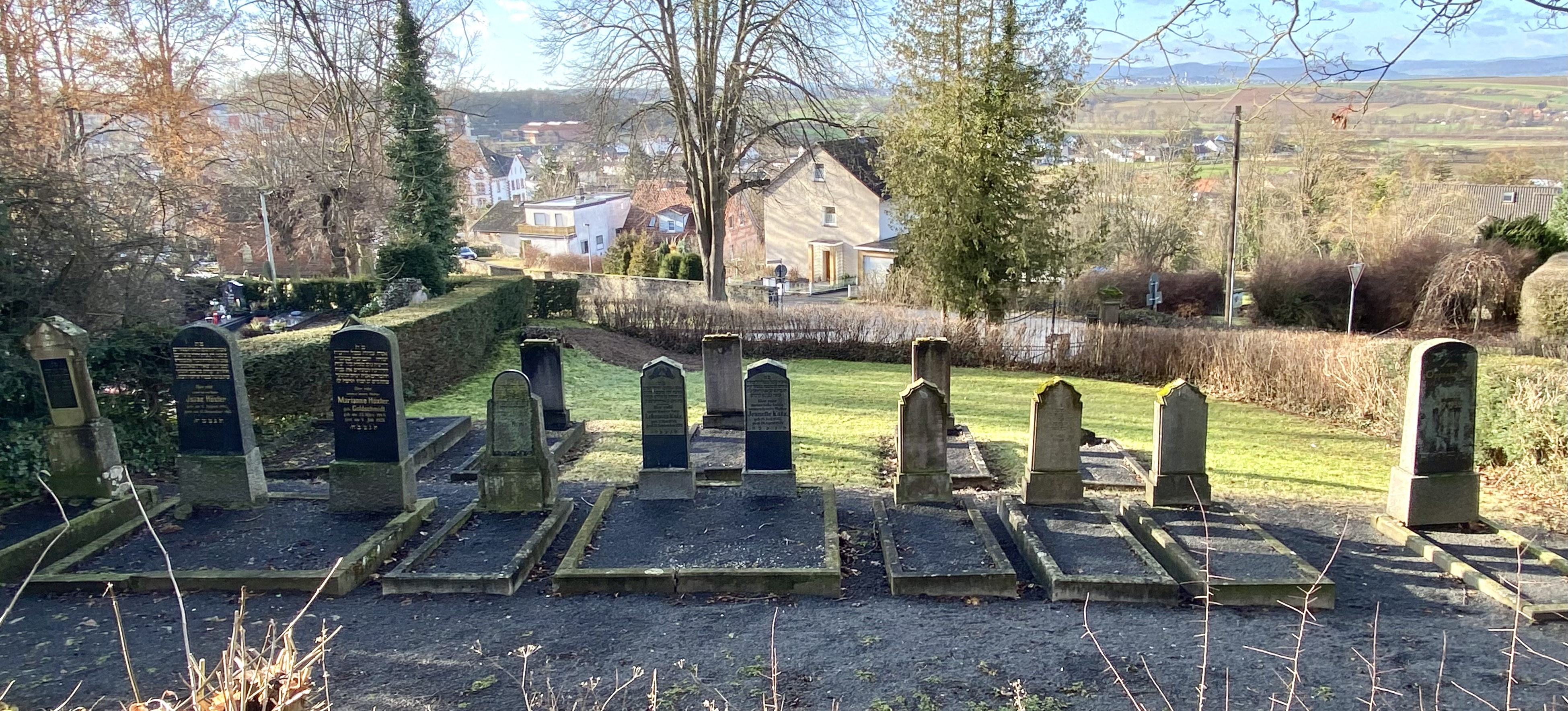
Jüdischer Friedhof Homberg (Efze)

Der Jüdische Friedhof Homberg (Efze) ist ein Friedhof in der Stadt Homberg (Efze) im Schwalm-Eder-Kreis in Hessen.
Der 706 m² große jüdische Friedhof liegt am westlichen Rand des allgemeinen Friedhofes. Eine Zufahrt kann über die Straße „Am Hang“ erfolgen. Es sind 13 Grabsteine vorhanden.

## Geschichte
Anfang des 20. Jahrhunderts wurde ein eigener Friedhof in Homberg angelegt. Vorher wurden die Toten der jüdischen Gemeinde Homberg auf dem Friedhof in Falkenberg beigesetzt. Ein 1938 angelegtes Verzeichnis umfasst 14 Grabstätten von 1912 bis 1938.